# Jens Christian Søndergård
 For alternative betydninger, se Jens Søndergård (flertydig). (Se også artikler, som begynder med Jens Søndergård)
Jens Christian Søndergård (født 4. februar 1945 i København) er en dansk saxofonist (primært altsaxofon). Han var medlem af Leonardo Pedersens Jazzkapel i årene 1967 til 1978 og fra 1978 med i gruppen Swingstyrke 7 og Etta Cameron Group. Har fra 1981 haft egen kvartet med bl.a. andre Marilyn Mazur. Kvartetten har bl.a. akkompagneret digteren Peter Poulsen ved en række jazz- og poesiarrangementer. Han har også samarbejdet med bl.a. de to amerikanske saxofonister Lee Konitz og Benny Golson. Han spillede med i Odense-gruppen White Label fra 1980 til 1983 og fra 1985 i gruppen Unit 4 med bl.a. Jørgen Emborg. Han har også gjort sig i forskellige big bands gennem årene. I 2007 dannede han gruppen Art of Pepper, som indspillede livealbummet More Pepper. I 2009 indspillede han et duoalbum med den amerikanske pianist Kenny Werner , som blev Årets Danske Jazzplade 2009.

## Diskografi

### Som central figur
- Jens Søndergaard Quartet: No Coast (1988, Storyville SLP 4126)
- Lee Konitz with Jens Søndergaard Quartet: Konitz in Denmark (1989, Right Tone RILP 006)
- Nielsen/Ehlers/Okbo Feat. Jens Søndergård: Jazz to Come Home to (1989, Right Tone RILP 005)
- Jens Søndergård with Enrico Pieranunzi/Ole Jørgensen/Enzo Pietropaoli: Just Friends (1990, Right Tone RIGHTLP 011)
- The Jazzpar Nonet directed by Jens Søndergaard: Lee Konitz Jazzpar Prize 1992 (1992, Storyville STCD 4181)
- The Gaard Quintet with Torolf Mølgaard: Backyard Blues (1993, Music Mecca CD1036-2)
- Cool Scandinavian Five (2000, BIBA records BIBA 006)
- Bad Case of Jazz Music Mecca (2005)
- Art of Pepper: More Pepper (2007)
- Kenny Werner/Jens Søndergaard duo: A Time For Love (2008, Stunt STUCD 08092)
- Jens Søndergård/Bob Rockwell quintet: More Golson (2012)

### Som menig medvirkende
- Leonardo Pedersens Jazzkapel (1968, CSA Records)
- Leonardo Pedersens Jazzkapel with Harry "Sweets" Edison and Eddie "Lockjaw" Davis(1976, Storyville SLP 271)
- Ole Nezer: Five O'clock Jam (1979, SBLP 29100)
- Swingstyrke 7 with Ed Thigpen and Richard Boone: Swingstyrke 7 + 1 (1979, Ophelia ORLP 2035-37)
- Poul Godske/Lars Blach and Etta Cameron: Mayday (1980, ADM 1001)
- Etta Cameron Group: Easy (1983, Danica DLP 8034)
- Etta Cameron: My Gospel (1987, Danica DLP 8090)
- Nina and the Moodmakers (1989, Olufsen DOC 5087)
- Brøndbyvester Church Children Choir: Livet er Levende (1992, PRO-CD 001)
- Klüver's Big Band: Plays Butch Lacy (1993, Right Tone CD 015)
- Klüver's Big Band with Jesper Thilo and Finn Ziegler: The Heat Is On (1994, Right Tone CD 019)
- Swinging Svendborg (1995, Music Mecca)
- Klüvers Big Band: Count on It(1995, Inter Music INTCD 027)
- Jazz and Poetry with Peter Poulsen: Jazz & Poesi (1995, ISBN 87-90284-31-3)
- Ib Glindemann and his orchestra: A string of Pearls (1997, Mega MRCD3374)
- Fine moments of Jazz (1999, O.Bram CD1)
- Ib Glindeman: Swing Shoes (2000, Mega records)
- Majken og Fjeldtetten: Just Friends (2000, Music Mecca CD3038-2)
- Peter Poulsen: Jazz & Poesi (2000, Vindrose CD)
- Lise Reinau and her Old Stars (2001)
- Ib Glindeman: 50 Years on Stage (2004, MEGA records)
- The Cape Connection (2005, intermusic)